# Tobias Stimmer

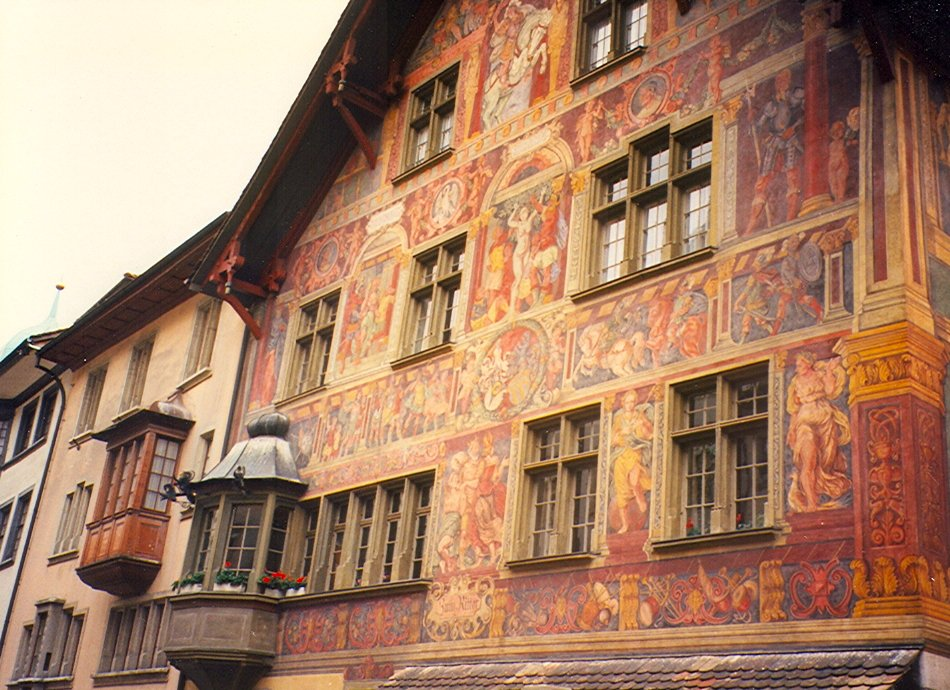
Pintura mural a Haus zum Ritter

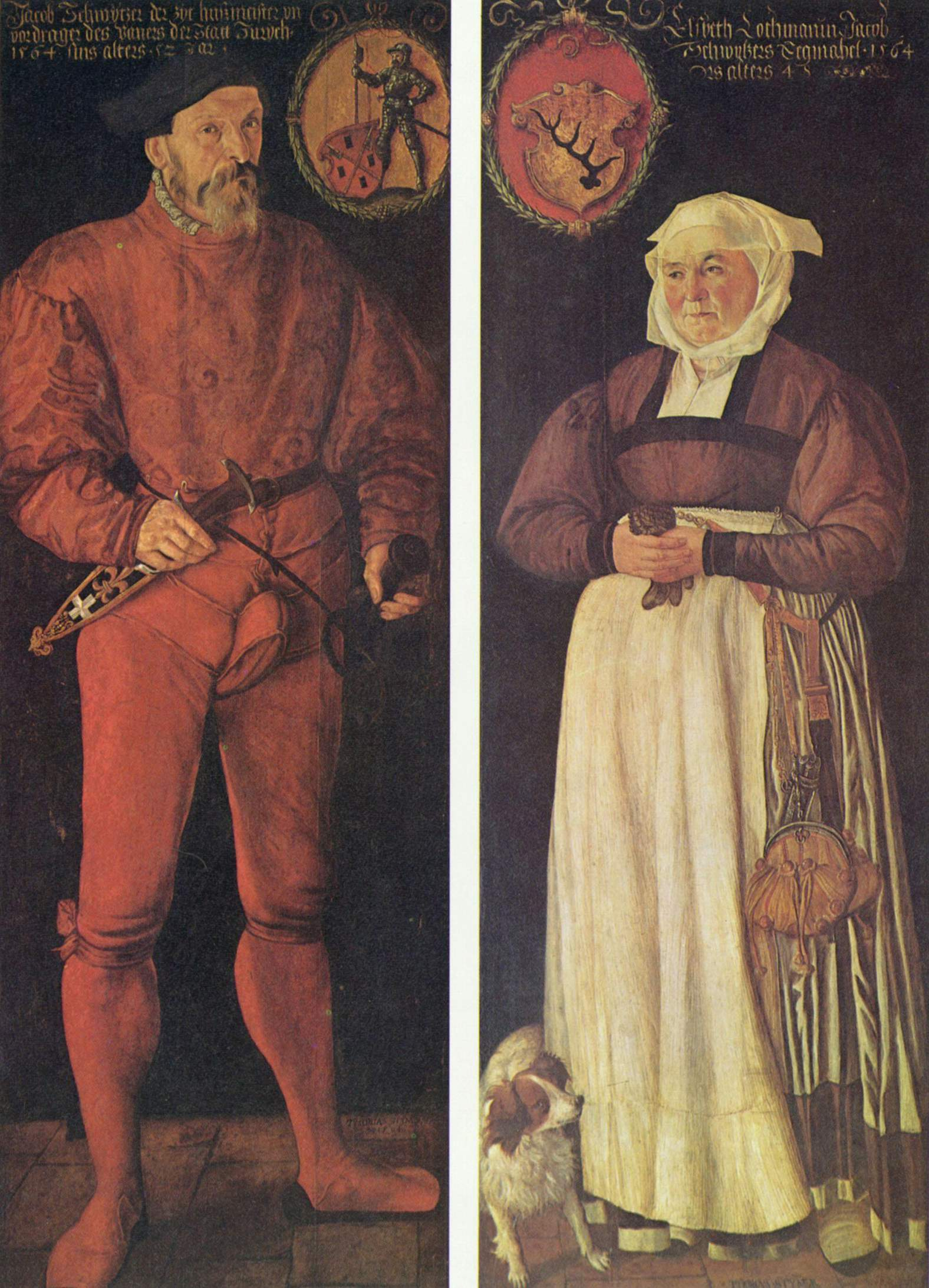
Retrat de Jacob Schwytzer i la seva dona Elsbeth Lochmann

Tobias Stimmer (7 d'abril de 1539, Schaffhausen (Suïssa) - 4 de gener 1584, Estrasburg (França) va ser un dibuixant i un pintor d'origen suís.

## La seva obra
Molt actiu a les ciutats de Schaffhausen, Estrasburg i Baden-Baden, retratista, va ser també responsable de murals i un gran nombre de gravats amb escenes bíbliques i al·legories, que es van publicar sota la direcció de Sigmund Feyerabend a Frankfurt del Main.
Stimmber va ser un estudiant de Hans Holbein el Jove, però va desenvolupar el seu propi estil del manierisme.
El seu treball artístic es basa principalment en la pintura mural, així com retrats. Es conserva entre d'altres el seu mural de House zum Ritter a Schaffhausen, encara que restaurat. Però la seva obra més significativa és, sens dubte, les seves pintures al rellotge astronòmic d'Estrasburg.